# Jan Sebastian Kęsztort
Jan Sebastian Mikołajewicz Kęsztort herbu Kęsztort (zm. 1670) – kasztelan trocki od 1667, wojewoda miński od 1658, chorąży żmudzki.
Deputat na Trybunał Główny Wielkiego Księstwa Litewskiego z Księstwa Żmudzkiego w 1623, 1627, 1634, 1639 roku. 